# السحاري (مأرب)
السحاري هي إحدى قرى الجمهورية اليمنية. وهي تتبع جغرافيًا لمحافظة مأرب. وإداريًا لمديرية مجزر. يبلغ تعداد سكانها 1875 نسمة حسب الإحصاء الذي أجري عام 2004.